# Joaquim Murale
Joaquim Murale, pseudónimo literário de António José Rocha, é um escritor português nascido na cidade de Estremoz, Alto Alentejo, em 18 de Março de 1953.

## Biografia
Aos catorze anos de idade, acompanhando a família na busca de melhores condições de vida, migrou para os concelhos periféricos da capital. Actualmente reside em Lisboa. Iniciou a vida profissional com dezasseis anos. Após cerca de duas décadas de interrupção na vida estudantil, entrou, aos quarenta anos, no ISPA-Instituto Superior de Psicologia Aplicada, onde se licenciou em Psicologia Social e das Organizações. Entre 2000 e 2002 realizou uma pós-graduação em Consulta Psicológica e Psicoterapia.
É cooperador da SPA-Sociedade Portuguesa de Autores desde 1979. Em 2016 desvinculou-se da APE-Associação Portuguesa de Escritores, da qual havia sido membro desde 1978.

## A obra literária publicada
Poeta, dramaturgo, romancista e contista, iniciou a sua vida literária no ano de 1977, com a publicação do seu primeiro livro, poesia, Do Fogo e da Água. Dois anos depois viria a lume Erva de Agosto, também poesia. Em 1980 lançou o primeiro livro de teatro, Ao Atiçar do Lume, peça distinguida pelo júri do "Concurso para Peças de Teatro Inéditas para Espectáculo Não Inteiro", organizado no ano anterior pela Secretaria de Estado da Cultura. Diálogos da Sala de Fumo foi o livro que se lhe seguiu, também teatro, em 1982, no qual se incluía a peça com o mesmo nome e as peças Até às Cinzas e Para Romper o Cerco.
Durante mais de duas décadas verificou-se um interregno no qual Joaquim Murale não publicou quaisquer títulos.
Regressou em 2005 com a publicação do romance Dou Este Mar Por Um Céu de Andorinhas. Seguiu-se, no ano seguinte, a edição de novo romance: Há Sempre Um Sonho No Enquanto. Ainda em 2006, participou na colectânea Leiamos! com o conto De Sombra e Véus Se Faz Um Sol de Nuvens. Dois anos depois, colaborou noutra colectânea, Nas Margens da Solidão, com o conto Num Destes Dias. No ano de 2012 viram a luz dois novos livros: Exausto Exílio, poesia lírica, e De Uma Vez Por Todas!, volume onde se reúne o seu teatro completo. Nele se podem encontrar, além das peças anteriormente mencionadas, os dramas inéditos Casaram e Foram Muito Felizes, Os Telhados do Paraíso e O Pensamento de Ilitch ou Os Ardis da Democracia. Em 2013 retomou a narrativa, com a publicação do romance Este Inverno Entre Chacais. No ano seguinte, 2014, viram a luz duas novas obras: Viagem ao Jardim da Ira — 40 Anos de Poesia e o livro de contos De Riso Largo Como a Lua Plena. O romance Crónica dos Dias Pardos, sobre a invasão de Goa pela União Indiana, e a obra de poesia em prosa Alegoria do Mar foram publicados no ano de 2015. Em 2017, ano em que assinalou 40 anos de actividade literária, publicou o romance Reféns de Um Jogo Viciado, uma obra que passa pela guerra civil de Espanha e por alguns dos factos mais destacados do governo capitalista do mundo no último século. No mesmo ano publicou também Dobrando o Cabo dos Medos, uma caixa de poesia contendo os livros Nos Dentes do Lobo, Gotas de Orvalho, haikais, A Poucos Dias da Guerra e Uma Janela na Treva, este último em edição bilingue nas línguas Portuguesa e Italiana. Em 2017 publicou ainda A Título Póstumo, um livro que reúne poemas de maldizer e um conjunto de pensamentos sobre a vida quotidiana. No ano de 2020 publicou Até ao Último Sopro - Poesia dos Anos do Fim e o livro de contos Manifesto Contra a Morte do Futuro. Em 2022, assinalando 45 anos de actividade literária, publicou O Áspero Tempo das Marionetas, poesia.     

## A obra no palco
Em termos de palco, Ao Atiçar do Lume foi a sua peça mais representada, escolhida por um assinalável número de grupos, em Portugal e em França, e presente em vários festivais. Também as peças Diálogos da Sala de Fumo, Até às Cinzas e Para Romper o Cerco foram representadas por diversos grupos de teatro, profissionais e amadores.
Vários espectáculos foram ainda construídos com inclusão de excertos de algumas das suas peças, como são os casos de O Silêncio da Multidão, colagem e adaptação de José Maria Dias e Kevin Moore de textos de Daniel Filipe, Joaquim Murale e Adele Adelach, com encenação de Kevin Moore e representação pelo Teatro Estúdio Fontenova, de Setúbal, e Cântico Triste à Liberdade Perseguida, adaptação e encenação de José Manuel Fazenda de textos de M. L. Martins Marcelo e Joaquim Murale, levado à cena em Paris pela Compagnie Espace-Temps. Na Galiza, no ano 2013, foi construída a peça Fervenza Onírica, que bebeu da obra de vários autores, de entre os quais Neira Vilas, Celso Emilio Ferreiro, Joaquim Murale, Castelao, Núñez Singala, Rosalía de Castro, Albert Camus e Osvaldo Dragún. Este espectáculo — da responsabilidade de Aula de Teatro do I.E.S. Antón Losada Diéguez, “Avelaíñas Teatro”; Obradoiro Municipal de Teatro de Palas de Rei; Aula de Teatro do C.P.I. de Touro — viajou por regiões de Espanha e de Portugal, pisou palcos e, como animação à leitura, visitou escolas e bibliotecas.
A Associação de Teatro Paulo Claro - Rapazes d’Aldeia, de Glória do Ribatejo, levou ao palco, no ano 2014, Oh Atear do Lume, uma adaptação ao dialecto local da sua peça Ao Atiçar do Lume.

## A obra científica
Na investigação em Psicologia usa o seu nome próprio, António José Rocha. Publicou, em 2003, o artigo de Psicologia Clínica Psicopatia — O Mundo a Seus Pés, uma abordagem sobre a sociedade actual, onde as crises da família — em que o divórcio passou a ser a “instituição” preponderante — e da Escola — com a degradação da figura e do papel do professor — favorecem a prevalência da estrutura psicopática, criando uma sociedade sofredora, insegura e infeliz.
Em 2006, em co-autoria com Fernando Laureano, publicou o livro de Psicologia Organizacional O Preconceito dos 30 — O Que as Organizações Estão a Perder, uma investigação sobre a relação existente entre a idade e as capacidades para o trabalho, onde se percebe a contradição existente entre as qualificações dos indivíduos — competência, sentido de responsabilidade, capacidade de decisão, envolvimento organizacional —, que aumentam com a idade, e a prática corrente nas empresas portuguesas, que preferem contratar jovens inexperientes até aos 30 anos de idade. 

## Percurso e objectivos
Adquiriu muito novo o gosto pela leitura que, na sua cidade natal, exercitava graças às bibliotecas itinerantes da Fundação Calouste Gulbenkian. A sua juventude e a entrada na idade adulta coincidiram com os últimos anos do Estado Novo. O ambiente de trabalho, os meios estudantis e a existência da guerra colonial colaboraram na formação da sua consciência política.
Toda a sua obra manifesta a preocupação de intervir no momento actual. A sua escrita percorre os caminhos do Realismo na medida em que se assume como agente transformador da realidade a favor do sonho e do novo, recusando-se a ser um olhar meramente fotográfico, contemplativo, lamentoso e passadista. No prefácio a De Riso Largo Como a Lua Plena, o Pe. Mário Pais de Oliveira refere estarmos "perante um Autor e uma escrita em que a ficção consegue dizer a realidade tal e qual ela é, ainda melhor do que uma qualquer grande reportagem de jornal, de revista ou de tv. Porque os olhos da mente cordial de Joaquim Murale conseguem ver a realidade que é mantida cativa, sequestrada, sob o manto ideológico com que ela sempre nos é apresentada". 
O seu estilo reflecte uma grande economia de meios através de uma assinalável capacidade de síntese e fluência nos diálogos. A sua escrita cinge-se ao indispensável, sem quebras nem tempos mortos, quer na apresentação dos quadros, quer no desenho das personagens, em que a vertente psicológica se sobrepõe.
Luiz Francisco Rebello, na sua obra 100 Anos de Teatro Português, diz ser Joaquim Murale um dramaturgo “de aberto sentido crítico e claro projecto político”.

## Obras

### Poesia
- 1977 – Do Fogo e da Água[1]
- 1979 – Erva de Agosto[1]
- 2012 – Exausto Exílio[2] ISBN 9789897010910
- 2014 – Viagem ao Jardim da Ira - 40 Anos de Poesia ISBN 9789898735065
- 2015 – Alegoria do Mar ISBN 9789898735157
- 2017 – Dobrando o Cabo dos Medos ISBN 9789898735553
- 2017 – Nos Dentes do Lobo ISBN 9789898735508
- 2017 – Gotas de Orvalho ISBN 9789898735492
- 2017 – A Poucos Dias da Guerra ISBN 9789898735485
- 2017 – Uma Janela na Treva / Una Finestra nella Tenebra ISBN 9789898735515
- 2017 – A Título Póstumo ISBN 9789898735539
- 2020 – Até ao Último Sopro - Poesia dos Anos do Fim ISBN 9789895470075
- 2022 – O Áspero Tempo das Marionetas ISBN 9789895364664

#### Teatro
- 1980 – Ao Atiçar do Lume[1]
- 1982 – Diálogos da Sala de Fumo[1]
- 2012 – De Uma Vez Por Todas! - Teatro Completo ISBN 9789897010927

### Ficção
- 2005 – Dou Este Mar Por Um Céu de Andorinhas ISBN 972-8928-00-9[1]
- 2006 – Há Sempre Um Sonho no Enquanto ISBN 972-8928-16-5[1]
- 2006 – De Sombra e Véus Se Faz Um Sol de Núvens, in "Leiamos!" ISBN 9789728928216, colectânea
- 2008 – Num Destes Dias, in "Nas Margens da Solidão" ISBN 9789898160232, colectânea
- 2013 – Este Inverno Entre Chacais ISBN 9789899828025
- 2014 – De Riso Largo Como a Lua Plena ISBN 9789898735072
- 2015 – Crónica dos Dias Pardos ISBN 9789898735164
- 2017 – Reféns de Um Jogo Viciado ISBN 9789898735522
- 2020 – Dou Este Mar Por Um Céu de Andorinhas, reimpressão ISBN 9789895470051
- 2020 – Há Sempre Um Sonho no Enquanto, reimpressão ISBN 9789895470068
- 2020 – Manifesto Contra a Morte do Futuro ISBN 9789895470082

### Psicologia
- 2003 – Psicopatia – O Mundo a Seus Pés, in Jornal de Psicologia Clínica, vol. III, n.º 10, pp 43-53, Junho de 2003, Editor: Instituto de Psicologia Aplicada e Formação, Lisboa
- 2006 – O Preconceito dos 30 – O Que as Organizações Estão a Perder ISBN 9789728970031, em co-autoria com Fernando Laureano

## Prémios
- (1979) - 3º Prémio "ex-aequo" do Concurso de Peças de Teatro Inéditas para Espectáculo Não Inteiro, atribuído pela Secretaria de Estado da Cultura com a peça Ao Atiçar do Lume[3].